# فيا سالاريا

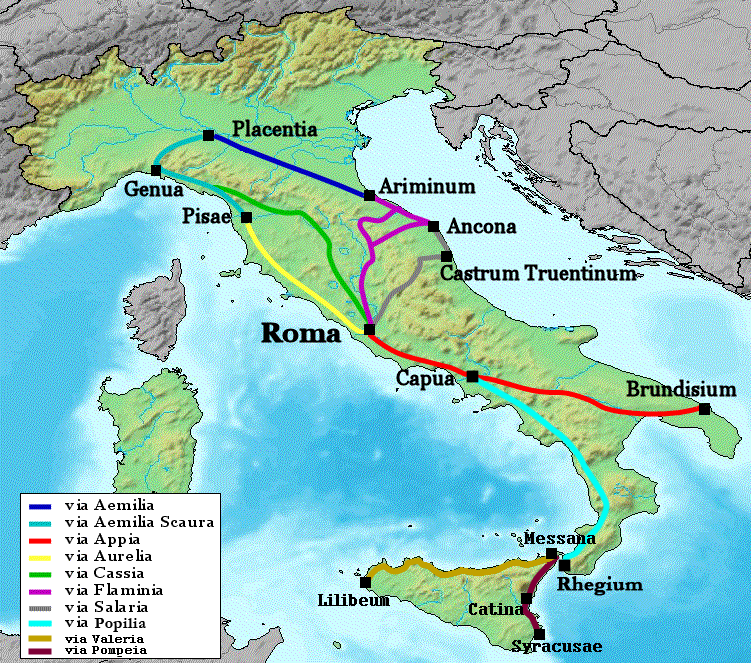
خريطه توضيحيه لمسارات طُرق تجاره الملح في العصر الروماني

فيا سالاريا (بالإيطالية: Via Salaria)‏كانت طريق رومانية قديمة في إيطاليا. يبلغ طولها 242 كم.